# Chambre régionale de commerce et d'industrie Auvergne
 (avril 2019).
Si vous disposez d'ouvrages ou d'articles de référence ou si vous connaissez des sites web de qualité traitant du thème abordé ici, merci de compléter l'article en donnant les références utiles à sa vérifiabilité et en les liant à la section « Notes et références ».
La chambre régionale de commerce et d'industrie Auvergne était la CCI de l'ancienne région administrative Auvergne. Le 1er janvier 2017, elle a fusionné avec la CCI Rhône-Alpes pour former la chambre de commerce et d'industrie de région Auvergne-Rhône-Alpes. 
Son siège était à Aulnat.

## Mission
Elle était un organisme chargé de représenter les intérêts des entreprises commerciales, industrielles et de service d'Auvergne et de leur apporter certains services. Elle mutualisait et coordonnait les efforts des différentes CCI d'Auvergne.
Comme toutes les CRCI, elle était placée sous la tutelle du préfet de région représentant le ministère chargé de l'industrie et le ministère chargé des PME, du Commerce et de l'Artisanat.

### Service aux entreprises
- Création, transmission, reprise des entreprises ;
- Innovation ARIST ;
- Formation et emploi ;
- Services aux entreprises ;
- Observatoire économique régional ;
- Études et développement ;
- Aménagement et développement du territoire ;
- Environnement et développement durable ;
- Tourisme ;
- Appui aux entreprises du commerce ;
- Performance industrielle ;
- Appui à l’international ;
- Emploi et développement des compétences ;
- Intelligence économique ;
- Appui aux mutations ;
- Services à la personne.

### Axes de travail
- Représentation des avis, positions et propositions des CCI auprès des pouvoirs publics et des acteurs politiques régionaux (Voix des CCI).
- Appui aux entreprises, exclusivement à travers l’appui aux CCI : la CRCI n’agit jamais isolément auprès des entreprises, mais toujours avec les chambres locales.
- Développement de la compétitivité économique des territoires auvergnats, en liaison obligatoire avec les CCI.
- Appui technique direct aux CCI qui le souhaitent,

## CCI en faisant partie (jusqu'au 31 décembre 2016)
- chambre de commerce et d'industrie du Puy-de-Dôme (qui a remplacé en 2010 les 4 CCI d'Ambert, de Clermont-Ferrand/Issoire, de Riom et de Thiers).
- chambre de commerce et d'industrie de la Haute-Loire (qui a remplacé en 2010 les 2 CCI de Brioude et du Puy-en-Velay/Yssingeaux)
- chambre de commerce et d'industrie du Cantal
- chambre de commerce et d'industrie Allier (qui a remplacé en 2015 les 2 CCI de Montluçon-Gannat Portes d'Auvergne et de Moulins-Vichy

## Pour approfondir